# 禪經
禪經或禪要，是佛教的禪修文本。漢傳佛教的禪經，主要是基於約公元一至四世紀，說一切有部於罽賓等地發展出來的瑜伽修行技巧。這些禪經大多僅有中文譯本流傳下來，構成了漢傳佛教禪修實踐發展的重要部份。

## 概要
佛教傳說阿難弟子末闡提（Madhyantika）前往罽賓─犍陀羅傳教，當地因此成為禪法的修習中心。後來，說一切有部的譬喻師、瑜伽師、阿毘達磨師在罽賓形成其禪法體系，以「二甘露門，三度門，五停心」為代表：
- 安那般那念，又稱作入出息念、數息、持息念、安般守意，對治尋思
- 不淨觀（含白骨觀），對治貪
- 界差別（或擴充為觀六界、五蘊、十二處），又稱作界分別、界方便，對治我慢
- 緣起觀，又稱作十二因緣觀，對治癡
- 慈心觀（或擴充為四無量心），慈對治瞋、悲對治害、喜對治嫉妒、捨對治愛憎

數息和不淨觀，兩者合稱為二甘露門。二甘露門與分別六界的界差別，合稱三度門。三度門再加上慈心、緣起，為五停心。以「勝解作意」令所取禪相明了現前，為「念住加行」，不淨觀、持息念、界分別等皆是。以外所取禪相，置於內身，依自相、共相之「真實作意」而觀察者，乃名入「根本念住」，即四念住中的「別相念住」和「總相念住」。
這些禪法體系和《中阿含·念處經》、《中阿含·念身經》、《中阿含·彌醯經》、《增壹阿含·安般品·一經》、《大毘婆沙論》、《瑜伽師地論·聲聞地》等佛典存在聯繫。
受大乘法的影響，或是以念佛來代替界差別觀，用來對治貪嗔癡等分及重罪人，例如鳩摩羅什所傳的《坐禪三昧經》以及曇摩蜜多的《五門禪經要用法》。在《思惟略要法》中，又增加了觀十方諸佛、觀無量壽佛、觀諸法實相、觀法華三昧的大乘修行法門。

## 著作
中國早期禪經的譯出者主要為出身於西域的僧人安世高和竺法護。安世高傳出了大小《安般守意經》、大小《十二門經》、《大道地經》，竺法護譯出了《修行道地經》。
安世高之後，禪法和禪經在中國的流傳以鳩摩羅什和佛陀跋陀羅為代表，前者於東晉時在關中傳出了《坐禪三昧經》、《禪法要解》，後者在廬山、建康傳有《修行方便禪經》、《觀佛三昧經》。
南北朝時期，罽賓禪師昙摩蜜多。在宋元嘉年間於湖南長沙寺造立「禪閣」。於南京祇洹寺譯出「禪經 」教授「禪道」，譯出《禪秘要法經》、《觀虛空藏菩薩經》、《觀普賢行法經》、《五門禪經要用法》，《五門禪經要用法》和流傳過程不明的《思惟略要法》文本有所混雜。此外，還有畺良耶舍禪師譯出《觀無量壽經》、《觀藥王藥上經》，受教於佛大先禪師的沮渠京聲譯出《觀彌勒上生經》、《禪要祕密治病經》。
梁天監十四年（515），扶南僧人僧伽婆羅，譯出赤銅鍱部無畏山寺派的《解脫道論》，此書和南傳上座部要典、譽為修行者百科全書的《清淨道論》在體裁組織上有許多類似之處。又，北魏普泰元年（531），天竺僧人菩提流支，譯出《無量壽經優波提舍》，此論立五念門，為西方淨土法門的修行指引。
在北朝和隋代，跋陀禪師弟子僧稠，撰《止觀法》兩卷，代表了印度系統的禪法。富傳奇色彩的禪宗初祖菩提達摩，在民間教授禪法，留下《二入四行論》等著作，其禪法代代相傳，四祖道信時傳下《入道安心要方便法門》，後代禪師又傳下多種語錄、訣要、公案。另有天台宗的止觀禪法，以慧思、智顗為代表，其著作有《法華安樂行義》、《諸法無諍三昧法門》、《隨自意三昧》、《法界次第初門》、《釋禪波羅蜜次第法門》、《六妙門》、《摩訶止觀》、《法華三昧行法》、《修習止觀坐禪法要》（又名《略明開矇初學坐禪止觀要門》）、《禪門要略》、《禪門口訣》、《禪門章》等等。
成書於隋代左右的《大乘止觀法門》，是和《攝大乘論》、《大乘起信論》及其他唯識、如來藏系經論關係密切的止觀作品，其論說有調和地論、攝論二師爭端的傾向。
在唐朝，先有玄奘三藏於648年譯出《瑜伽師地論》，其卷二六～三四說明瑜伽行——止觀之修行。後有義淨三藏在703年譯出《六門教授習定論》、711年譯出《止觀門論頌》，皆屬於瑜伽行唯識學派的禪法修行著作。另外，北天竺禪師佛陀波利在唐儀鳳年間來華，於677年為禪林寺沙門明恂解說禪法要義，題為《修禪要訣》。
永嘉玄覺早年學天台止觀，傳說後來參訪南宗慧能，而於某夜開悟得證，著有《永嘉集》，其內容包含慕道、戒驕奢、淨修三業、奢摩他頌、毘婆舍那頌、優畢叉（止觀捨）頌、三乘漸次、理事不二等內容。盛傳為其作品的《證道歌》，可能非玄覺所作，據推測其真實作者或許是神會。
華嚴宗於盛唐時立宗，其講述止觀修行的作品，如《華嚴五教止觀》、《華嚴遊心法界記》、《妄境還源觀》、《華嚴經普賢觀行法門》、《華嚴三昧章》、《華嚴玄義章·入道方便門》、《華嚴法界玄鏡》、《華嚴心要法門》（又名《五臺山鎮國大師澄觀答皇太子問心要》）等。
至唐中葉，金剛智、善無畏等三藏傳密宗禪法，別為流派，著有《無畏三藏禪要》等。其弟子不空三藏等，譯出多種密教之修行經論，如《金剛頂瑜伽中發阿耨多羅三藐三菩提心論》（又名《瑜伽總持教門說菩提心觀行修持義》），立行願、勝義、三摩地三門，敘述菩提心之行相。
圭峰宗密於晚年編有一部關於習禪與禪宗典籍之彙編，全書約一百卷，名為《禪源諸詮集》，收達摩門下以及諸家雜述，包括江西、荷澤、北秀、南詵、牛頭、石頭、保唐、宣什及僧稠、求那、天台等各家著作，已逸，僅有序文流傳下來，以「禪教一致」為文章之宗旨 。將禪分為息妄修心宗、泯絕無寄宗、直顯心性宗，與依性說相教、破相顯性教、真心即性教，互相對應。
七、八世紀的印度大乘佛教隨瑜伽行中觀派僧人，師承寂護的蓮花戒，著有《修習次第》三篇，其止觀修習內容對西藏佛教影響深遠。修次初篇在北宋時，由施護譯出，名為《廣釋菩提心論》。
遼代僧人道㲀在《顯密圓通成佛心要集》和《鏡心錄》中，提出「見性、安心、發行/萬行」的禪宗三門結構。類似著作，有黑水城出土作者不明的《解行照心圖》。

## 禪經列表
- 《Yogalehrbuch》(克孜爾千佛洞出土的梵語禪經，殘本）[25]
- 《大安般守意經》[26]
- 《安般守意經》[26]
- 《大十二門經》[27]
- 《小十二門經》[27]
- 《大道地經》
- 《小道地經》
- 《修行道地經》
- 《修行方便禪經》（後期經錄誤題作「達摩多羅禪經」）[28]
- 《坐禪三昧經》
- 《禪法要解》
- 《思惟略要法》
- 《五門禪經要用法》（在《思惟略要法》中存有平行文本）
- 《禪秘要法經》
- 《禪要祕密治病經》
- 《禪要呵欲經》
- 《內身觀章句經》（末尾所附《十一因緣章》是另一經文）[29]
- 《身觀經》（一卷本《雜阿含經》的第九經為平行文本）
- 《法觀經》（在《罵意經》中存有平行文本）
- 《觀無量壽經》
- 《觀彌勒上生經》
- 《觀普賢行法經》
- 《觀藥王藥上經》
- 《觀虛空藏經》
- 《觀佛三昧經》
- 《大方廣佛花嚴經修慈分》

## 影響
說一切有部在罽賓蓬勃發展的禪法風氣可能成為了後來瑜伽行唯識學派的先驅。在《瑜伽師地論》中就保存了說一切有部的五停心禪法體系，稱之為淨行（carita-viśodhana）所緣。
印度佛教的坐禪技術傳來中國後，也為天台宗祖師智顗所抉擇吸收、重新鑄造，形成了一套新系統的禪法。《摩訶止觀》二十五方便的許多項目，都能在其他的禪典、論書、佛經中，找到痕跡。例如《禪秘要法經》、《坐禪三昧經》、《禪法要解》、《小道地經》、《遺教經》、《成實論》等等。

## 外部連結
- 黃青萍：敦煌禪籍的發現對中國禪宗史研究的影響 （页面存档备份，存于）
- 方廣錩：關於《禪藏》與敦煌禪籍的若干問題 （页面存档备份，存于）
- 梅靜軒：西藏寧瑪派之禪觀—《禪定目炬》 評介 （页面存档备份，存于）
- 賴霈澄：論禪門詩偈選集之流變 ──以《禪宗雜毒海》為例 （页面存档备份，存于）
- 關口真大：禪宗與天台宗之關係 （页面存档备份，存于）